# Brachysternus angustus
Brachysternus angustus — вид жуків родини Пластинчастовусі (Scarabaeidae). Вид зустрічається в гірських лісах на півдні Чилі та Аргентини.